# Charles Egbert Tuttle
Pour les articles homonymes, voir Tuttle et Charles Tuttle.
Charles Egbert Tuttle (5 avril 1915 - 9 juin 1993) était un éditeur implanté aux États-Unis et au Japon. Il fut le fondateur de la maison d'édition Charles E. Tuttle Company, qui devint ensuite Tuttle Publishing.
Créée en 1948, avec des bureaux à la fois à Tokyo et dans la ville de Rutland dans le Vermont, cette maison d'édition s'était donné au départ pour but la publication de « livres reliant l'Est et l'Ouest ». Dès le début des années 1950, Tuttle publia de nombreux ouvrages sur la langue, l'art et la culture du Japon, ainsi que des traductions en anglais d'ouvrages japonais.
En 1971, Tuttle se vit décerner le titre d'« Éditeur de l'Année » par l'Association of American Publishers, et en 1983 il fut décoré de l'Ordre du Trésor sacré par l'Empereur du Japon pour son rôle dans la compréhension mutuelle américano-japonaise.